# Артиљеријска подршка
Артиљеријска подршка је дјеловање артиљерије при подршци напада пјешадијске, механизиране или тенковске јединице. У ширем смислу означава дјеловање артиљерије при било којој акцији сопствених снага, укључујући и припрему напада (види артиљеријска припрема и артиљеријска противприпрема).
Артиљеријска припрема може бити посредна и непосредна, према положају непријатељских јединица на које је усмјерена. Непосредна (директна) дјелује на јединице противника у првој борбеној линији (пјешадију у рововима, противтенковска средства), а посредна артиљерију, позадину и слично.
У копненој војсци а. почиње са поласком напада са јуришног положаја. У неким армијама краје до краја напада, а у другим до заузимања првог браниочевог положаја. За разлику од арт. припреме, која се понекад изоставља при нападу, а. се увијек изводи.